# 강대하
강대하(1942년 4월 12일 ~ 1995년)는 대한민국의 각본가, 프로듀서, 영화 감독, 아트 디렉터, 시인이다.
1942년 한국 제주도 서귀포시에서 태어나 중앙대학교에서 창의적인 글쓰기를 전공했다.

## 참여 작품

### 감독
- 배덕자
- 과부 3대
- 불화살
- 마야고
- 불새의 춤

### 각본
- 눈보라
- 아무리 사랑해도
- 여인극장
- 타인의 집
- 소녀의 첫사랑
- 청산에 우는 새야
- 검은 안경
- 아마도 빗물이겠지
- 동업자
- 난파선
- 비바리
- 암살지령
- 외로운 산장에서
- 사랑이 있는 곳에
- 파란 낙엽
- 진짜 진짜 미안해
- 네가 좋아
- 배덕자
- 말해버릴까
- 불타는 소녀
- 고교 유단자
- 특별수사반 박쥐
- 사대철인
- 고교 고단자
- 가깝고도 먼 길
- 체험
- 타인의 방
- 밤이면 내리는 비
- 사랑이 깊어질 때
- 휴가받은 여자
- 아픈 성숙
- 춘자는 못말려
- 색깔있는 여자
- 사랑이 꽃피는 나무
- 이런 여자 없나요
- 밤의 천국
- 불바람
- 밤을 기다리는 해바라기
- 인생극장
- 과부 3대
- 질투
- 꽃잎이어라 낙엽이어라
- 아가씨와 사관
- 매화방 천등불
- 불화살
- 칠색조
- 마야고
- 불새의 춤
- 밤으로의 긴 여로
- 늪속에 불안개는 잠들지 않는다
- 영웅들의 날개짓
- 밤을 기다리는 해바라기